# Brave Belt II
Brave Belt är rockbandet som senare bytte namn till Bachman-Turner Overdrive. Detta är deras andra album, släppt 1972.

## Låtlista
Sida.1
1. Too Far Away (Randy Bachman) - 3:38
2. Dunrobin's Gone (Chad Allan / B. Ericson) - 3:10
3. Can You Feel It (Fred Turner) - 2:36
4. Put It In A Song (Randy Bachman / Fred Turner) - 3:34
5. Summer Soldier (Randy Bachman / Robin Bachman / Fred Turner) - 3:23
6. Goodbye, Soul Shy (Fred Turner) - 3:45

Sida.2
1. Never Comin' Home (Randy Bachman) - 3:40
2. Be A Good Man (Fred Turner) - 2:51
3. Long Way Round (Charles Charles) - 2:15
4. Another Way Out (Randy Bachman / Chad Allan) - 3:30
5. Waterloo Country (Chad Allan) - 5:10

## Medverkande
Brave Belt
- Chad Allan: Sång, Keyboards
- Randy Bachman: Sång, Sologitarr, Kompgitarr
- Fred Turner: Lead-sång, Bas Gitarr
- Robin Bachman: Trummor Och Slagverk, Sång

Övriga
- Producent: Randy Bachman För RCB Limited
- Recorded At RCA Studios, Toronto, Canada By Mark Smith
- Recording Technicians, Allan Moy And Cub Richardson